# Nova Democracia (Grécia)
Nea Dimokratia (em grego: Νέα Δημοκρατία, também conhecido pelo acrônimo ΝΔ, ND) é o principal partido político de centro-direita e um dos dois maiores partidos da Grécia. Foi fundado em 1974, por Konstantinos Karamanlis e constituiu o primeiro gabinete da Terceira República Helênica, inaugurada após a queda do regime dos coronéis que controlava a Grécia desde o Golpe de Estado na Grécia em 1967.
Após um período inicial de sucesso na década de 1970, o ND passou a maior parte dos anos 1980 e 1990 na oposição. Nas eleições gregas de 2004, a ND retornou ao poder, sob a liderança de Kostas Karamanlis, sobrinho do fundador do partido, Konstantinos Karamanlis. O partido integrou o Gabinete da Grécia até 2009.
Recentemente, a Nova Democracia foi o principal partido de oposição no Parlamento Helênico, depois da arrasadora derrota sofrida nas eleições legislativas de 2009, quando obteve a mais baixa votação de sua história. Após a derrota, Kostas Karamanlis, renunciou, e o antigo presidente Antonis Samaras foi eleito presidente do partido. O atual líder do partido é o advogado Kyriakos Mitsotakis, actual Primeiro-Ministro. Vencedor das eleições de 7 de Julho de 2019. 
Nova Democracia é membro do Partido Popular Europeu e atualmente tem 8 dos 21 deputados gregos no Parlamento Europeu.
O partido obteve 33% dos votos nas eleições europeias de 2019. Faz campanha sobre questões nacionalistas, criticando o acordo de Prespa sobre o nome da Macedónia e criticando as políticas de acolhimento dos exilados. Em particular, ele conseguiu recuperar votos do Aurora Dourada.

## Eleições de 2012
Na eleição de Maio de 2012, que se realizou sob o signo de um "memorando" de austeridade acordado com a UE, o BCE e o FMI, a ND obteve 18,9 % dos votos e 108 deputados. Apostado no cumprimento do memorando, tentou constituir um governo de coligação, mas falhou. Como consequência, novas eleições foram realizadas em Junho de 2012, permitindo à ND reforçar ainda a sua posição no parlamento - obtendo 29,9 % dos votos e 130 Deputados, e dispondo-se de imediato para constituir um governo de unidade nacional, encarregado de renegociar senão o conteúdo, então ao menos os prazos de execução do "memorando". Juntamente com dois partidos de centro-esquerda, PASOK e Esquerda Democrática (Grécia) (DIMAR), mas em posição de liderança, a ND passará a formar o novo governo de coalização grego, que ao que indica não retirará o país da Zona do Euro.

## Resultados Eleitorais

### Eleições legislativas
| Data    | Líder                   | CI. | Votos     | %            | +/-  | Deputados | +/-     | Status   |
| ------- | ----------------------- | --- | --------- | ------------ | ---- | --------- | ------- | -------- |
| 1974    | Kostantinos Karamanlis  | 1.º | 2 669 133 | 54,4 / 100,0 |      | 220 / 300 |         | Governo  |
| 1977    | Kostantinos Karamanlis  | 1.º | 2 146 365 | 41,8 / 100,0 | 12,6 | 171 / 300 | 49      | Governo  |
| 1981    | Georgios Rallis         | 2.º | 2 034 496 | 35,9 / 100,0 | 5,9  | 115 / 300 | 56      | Oposição |
| 1985    | Konstantínos Mitsotákis | 2.º | 2 599 681 | 40,8 / 100,0 | 1,9  | 126 / 300 | 11      | Oposição |
| 06/1989 | Konstantínos Mitsotákis | 1.º | 2 887 488 | 44,3 / 100,0 | 3,5  | 145 / 300 | 19      | Governo  |
| 11/1989 | Konstantínos Mitsotákis | 1.º | 3 093 479 | 46,2 / 100,0 | 1,9  | 148 / 300 | 3       | Governo  |
| 1990    | Konstantínos Mitsotákis | 1.º | 3 088 137 | 46,9 / 100,0 | 0,7  | 150 / 300 | 2       | Governo  |
| 1993    | Konstantínos Mitsotákis | 2.º | 2 711 737 | 39,3 / 100,0 | 7,6  | 111 / 300 | 39      | Oposição |
| 1996    | Miltiadis Evert         | 2.º | 2 586 089 | 38,1 / 100,0 | 1,2  | 108 / 300 | 3       | Oposição |
| 2000    | Kostas Karamanlis       | 2.º | 2 935 196 | 42,7 / 100,0 | 4,6  | 125 / 300 | 17      | Oposição |
| 2004    | Kostas Karamanlis       | 1.º | 3 360 424 | 45,4 / 100,0 | 2,7  | 165 / 300 | 40      | Governo  |
| 2007    | Kostas Karamanlis       | 1.º | 2 994 979 | 41,8 / 100,0 | 3,6  | 152 / 300 | 13      | Governo  |
| 2009    | Kostas Karamanlis       | 2.º | 2 295 967 | 33,5 / 100,0 | 8,3  | 91 / 300  | 61      | Oposição |
| 05/2012 | Antonis Samaras         | 1.º | 1 192 103 | 18,9 / 100,0 | 14,6 | 108 / 300 | 17      | Governo  |
| 06/2012 | Antonis Samaras         | 1.º | 1 825 497 | 29,7 / 100,0 | 10,8 | 129 / 300 | 21      | Governo  |
| 01/2015 | Antonis Samaras         | 2.º | 1 718 815 | 27,8 / 100,0 | 1,9  | 76 / 300  | 53      | Oposição |
| 09/2015 | Vangelis Meimarakis     | 2.º | 1 526 205 | 28,1 / 100,0 | 0,3  | 75 / 300  | 1       | Oposição |
| 2019    | Kyriákos Mitsotákis     | 1.º | 2 251 411 | 39,9 / 100,0 | 11,8 | 158 / 300 | 83      | Governo  |
| 2023    | Kyriákos Mitsotákis     | 1.º | 2 111 630 | 40,5 / 100,0 | 0,6  | 158 / 300 | Estável | Governo  |

### Eleições europeias
| Data | CI. | Votos     | %            | +/-  | Deputados | +/-     |
| ---- | --- | --------- | ------------ | ---- | --------- | ------- |
| 1981 | 2.º | 1 779 462 | 31,3 / 100,0 |      | 8 / 24    |         |
| 1984 | 2.º | 2 266 568 | 38,1 / 100,0 | 6,8  | 9 / 24    | 1       |
| 1989 | 1.º | 2 647 215 | 40,5 / 100,0 | 2,4  | 10 / 24   | 1       |
| 1994 | 2.º | 2 133 372 | 32,7 / 100,0 | 7,8  | 9 / 25    | 1       |
| 1999 | 2.º | 2 314 371 | 36,0 / 100,0 | 3,3  | 9 / 25    | Estável |
| 2004 | 1.º | 2 633 961 | 43,0 / 100,0 | 7,0  | 11 / 24   | 2       |
| 2009 | 2.º | 1 655 636 | 32,3 / 100,0 | 10,7 | 8 / 22    | 3       |
| 2014 | 2.º | 1 298 713 | 22,7 / 100,0 | 9,6  | 5 / 21    | 3       |
| 2019 | 1.º | 1 873 080 | 33,1 / 100,0 | 10,4 | 8 / 21    | 3       |
| 2024 | 1.º | 1 125 602 | 28,3 / 100,0 | 4,8  | 7 / 21    | 1       |